# Mike Fitzpatrick

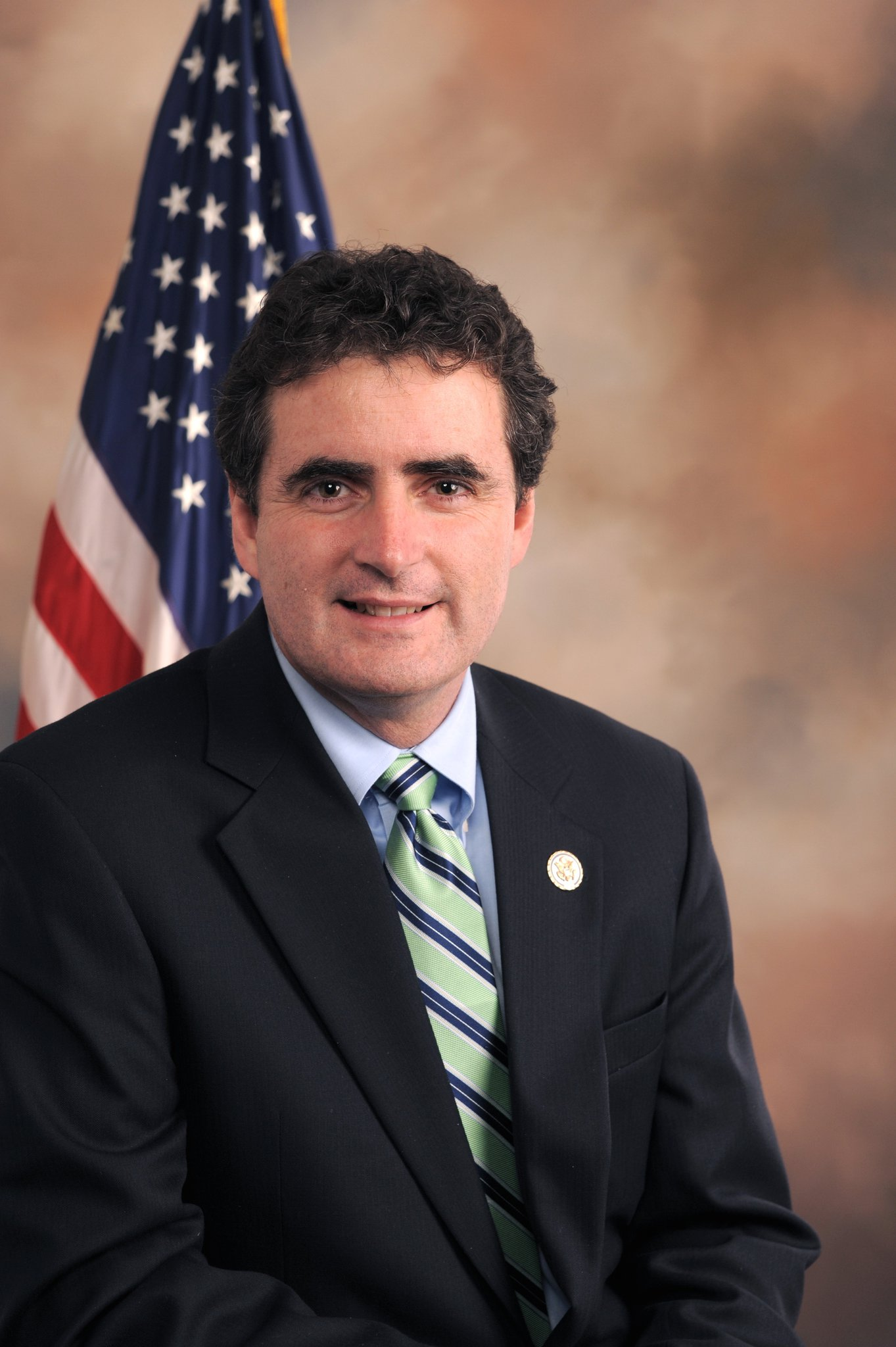
Mike Fitzpatrick (2011)

Michael G. „Mike“ Fitzpatrick (* 28. Juni 1963 in Philadelphia, Pennsylvania; † 6. Januar 2020 in Levittown, Pennsylvania) war ein US-amerikanischer Politiker der Republikanischen Partei. Zwischen 2005 und 2007 vertrat er den Bundesstaat Pennsylvania im US-Repräsentantenhaus, dem er seit Januar 2011 erneut angehörte. Da er im Jahr 2016 nicht mehr kandidierte, schied er am 3. Januar 2017 aus dem Kongress aus.

## Werdegang
Mike Fitzpatrick besuchte die Bishop Egan High School in Fairless Hills und studierte danach bis 1985 an der St. Thomas University in Florida. Nach einem anschließenden Jurastudium an der Dickinson School of Law und seiner 1988 erfolgten Zulassung als Rechtsanwalt begann er in diesem Beruf zu arbeiten. Gleichzeitig schlug er als Mitglied der Republikanischen Partei eine politische Laufbahn ein. Zwischen 1995 und 2004 gehörte er dem Bezirksrat im Bucks County an.
Bei den Kongresswahlen des Jahres 2004 wurde Fitzpatrick im achten Wahlbezirk von Pennsylvania in das US-Repräsentantenhaus in Washington, D.C. gewählt, wo er am 3. Januar 2005 die Nachfolge von James C. Greenwood antrat. Da er im Jahr 2006 dem Demokraten Patrick Murphy unterlag, konnte er bis zum 3. Januar 2007 zunächst nur eine Legislaturperiode im Kongress absolvieren. Damals war er Mitglied im Finanzausschuss und im Committee on Small Business.
Nach dem Ende seiner ersten Zeit im US-Repräsentantenhaus praktizierte Fitzpatrick wieder als Anwalt. Bei den Wahlen des Jahres 2010 wurde er erneut im achten Distrikt seines Staates in den Kongress gewählt, wo er am 3. Januar 2011 Murphy wieder ablöste. Seine letzte Amtszeit endete am 3. Januar 2017. Er war Mitglied im Finanzausschuss und in zwei von dessen Unterausschüssen. Im Jahr 2012 wurde er mit 57 % gegen 43 % der Wählerstimmen gegen Kathy Boockvar in seinem Mandat bestätigt und im Jahr 2014 wurde er erneut wiedergewählt. Im Jahr 2016 kandidierte er nicht mehr. Sein Bruder Brian Fitzpatrick wurde zu seinem Nachfolger gewählt. 
Mike Fitzpatrick starb am 6. Januar 2020 an den Folgen einer langjährigen Krebserkrankung. Er war verheiratet und Vater von sechs Kindern.